# Jerzy Sawicki

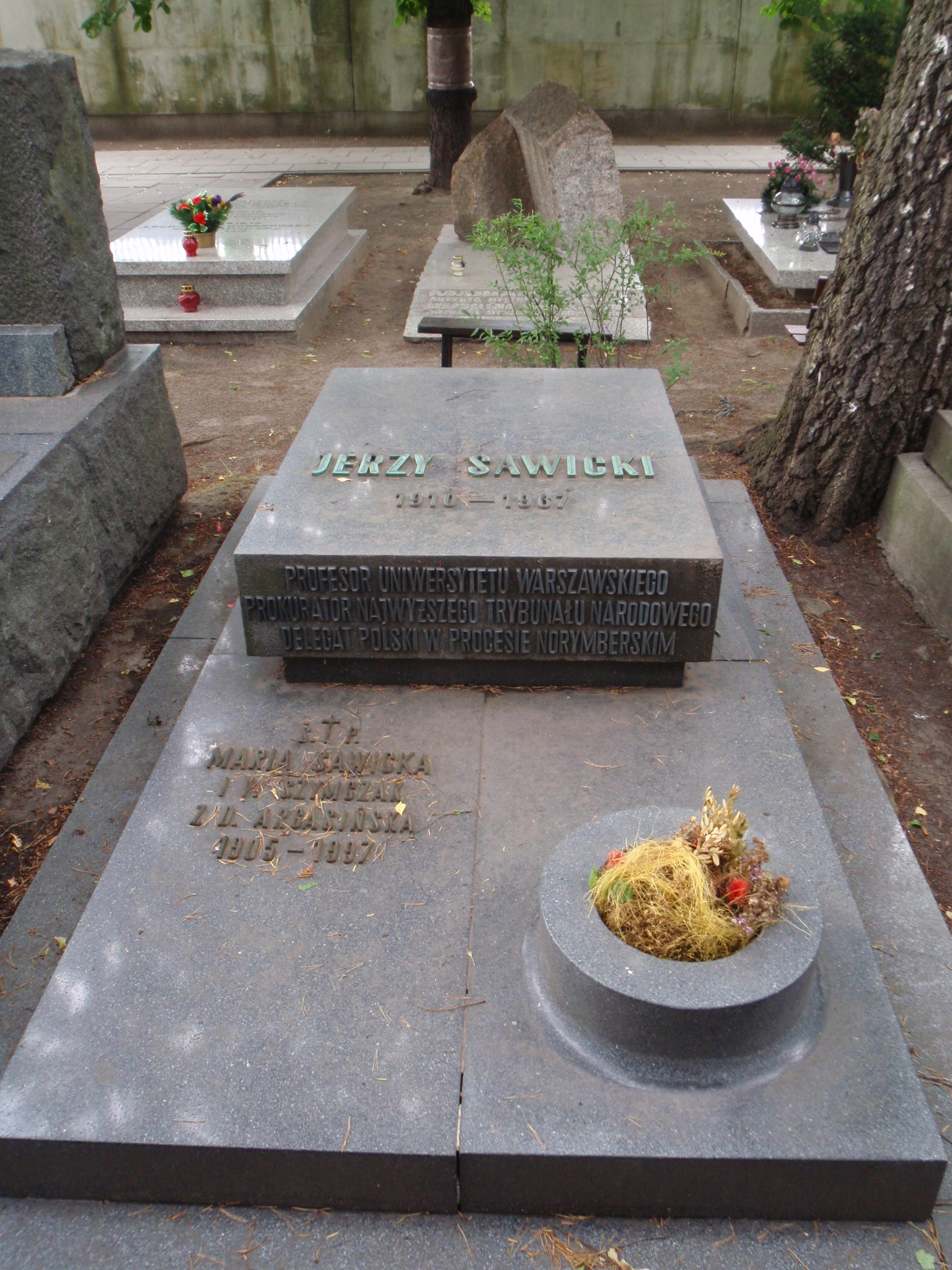
Grób Jerzego Sawickiego na cmentarzu Wojskowym na Powązkach w Warszawie

Jerzy Sawicki, właśc. Izydor Reisler, ps. Lex (ur. 23 stycznia 1910 w Gródku Jagiellońskim, zm. 5 czerwca 1967 w Brukseli) – polski prawnik, profesor uniwersytecki, karnista specjalizujący się w prawie karnym międzynarodowym, adwokat, prokurator Sądu Najwyższego oraz Najwyższego Trybunału Narodowego, felietonista.

## Życiorys
Pochodził z rodziny żydowskiej ze Lwowa, gdzie ukończył prawo na Uniwersytecie Jana Kazimierza. W latach 1936–1941 praktykował jako adwokat we Lwowie. W okresie radzieckiej okupacji Lwowa był m.in. członkiem III Kolegium Adwokatów we Lwowie oraz szefem sekcji planowania Mięsnego Trustu Ukrainy.
Według Zbigniewa Błażyńskiego po 1941 Sawicki był agentem Gestapo w okupowanym przez Niemców Lwowie. Według oficjalnych informacji, w tym czasie ukrywał się, pracując m.in. jako rzeźnik w rzeźni miejskiej we Lwowie. Według Zbigniewa Grabowskiego Izydor Reisler pomagał różnym ludziom uzyskać aryjskie papiery, wyjść z getta i ukrywać się.
Ze względu na swoje żydowskie pochodzenie od 1942 do 1944 ukrywał się w Kraśniku, w majątku państwa Teleżyńskich (konspiratorów ZWZ, NOW, a później NSZ), pod nazwiskiem Jerzy Biłobran. Wspólnie z nim zamieszkała Stefania Łobaczewska − jako jego siostra Stefania Biłobran. Związał się z PPR. W 1944 został zmuszony do ucieczki przed gestapo. Po wkroczeniu sowietów znalazł pracę jako wiceprokurator Prokuratury przy Sądzie Specjalnym w Lublinie.
W latach 1944–1953 był prokuratorem Sądu Najwyższego oraz Najwyższego Trybunału Narodowego ds. ścigania przestępców wojennych w Polsce. W latach 1945–1946 brał udział w pracach delegacji KRN na procesy norymberskie. Od 1946 z polecenia ministra sprawiedliwości Henryka Świątkowskiego podjął śledztwo dotyczące zbrodni na polskich oficerach w Katyniu, z zamiarem przypisania tej zbrodni Niemcom jako ludobójstwa. 26 stycznia 1946 w Norymberdze prowadził m.in. przesłuchanie Ericha von dem Bacha w ramach śledztwa przeciwko zbrodniarzom wojennym. Oskarżał w procesach przed Najwyższym Trybunałem Narodowym: Arthura Greisera (1946), Josefa Bühlera (1948) oraz załogi hitlerowskiego obozu koncentracyjnego Auschwitz.
W latach 1948–1950 był profesorem na Wydziale Prawa Uniwersytetu Łódzkiego, a od 1952 – na Wydziale Prawa Uniwersytetu Warszawskiego. Razem z Igorem Andrejewem, Leszkiem Lernellem był współautorem najważniejszego w okresie stalinizacji Polski podręcznika Prawo karne Polski Ludowej (1954). Uczniem Sawickiego był m.in. Lech Falandysz, który nazwał go swoim „mistrzem”. 19 stycznia 1955 został odznaczony Medalem 10-lecia Polski Ludowej.
Zmarł w Brukseli, pochowany na cmentarzu Wojskowym na Powązkach w Warszawie (kwatera C 2-5-13).

## Życie prywatne
Był mężem Marii Franciszki z Argasińskich (1905–1997).

## Ważniejsze publikacje[1]
- opracowanie Zbiór przepisów specjalnych przeciwko zbrodniarzom hitlerowskim i zdrajcom Narodu (1945)
- Zbiór przepisów specjalnych przeciwko zbrodniarzom hitlerowskim i zdrajcom narodu z komentarzem (1945; współautor)
- Ludobójstwo. Od pojęcia do konwencji 1933–1948 (1949)
- Prawo karne Polski Ludowej (1954; współautor)
- Socjalistyczna dyscyplina pracy w prawie karnym (1954)
- Od Norymbergi do układu paryskiego. Za kulisami niemieckiego rewizjonizmu (1955)
- Ochrona czci a wolność krytyki (1956)
- Przestępstwa przeciwko Państwu Ludowemu (1960)
- Siedem procesów przed Najwyższym Trybunałem Narodowym (1962; współautor)
- Przed trybunałem świata (1962; współautor)
- zbiór felietonów Sędziowie są omylni (1963)
- Alchemia prawa (1965)
- Ludzie i sprawy Norymbergi (1967; współautor)